# Schlacht von Chrysopolis
Die Schlacht von Chrysopolis wurde während der Auseinandersetzung zwischen den römischen Kaisern Konstantin und Licinius am 18. September 324 bei Chrysopolis (heute Üsküdar) ausgetragen.

## Vorgeschichte
Die Schlacht fand im Rahmen des letzten Bürgerkrieges zwischen Konstantin und Licinius statt, der die Auflösung der römischen Tetrarchie besiegelte. Die beiden Kaiser hatten sich schon vorher mehrmals bekämpft, aber zwischenzeitlich einen unruhigen Frieden geschlossen. 324 kam es schließlich doch noch zur Entscheidung, als Konstantin den Osten des Reiches unter Licinius angriff. Nach seinen Niederlagen in der Schlacht bei Adrianopel und der Seeschlacht bei Kallipolis zog sich Licinius über Byzanz nach Kleinasien zurück, seinen magister officiorum Martinianus erhob er zum Mitkaiser. Bei Chrysopolis wurden die Truppen des Licinius von der nachsetzenden Armee Konstantins gestellt.

## Schlachtverlauf
Konstantins Flotte landete an der kleinasiatischen Küste des Bosporus und marschierte südwärts auf Chalkedon, während Licinius mit seinen Truppen nach Norden in Richtung Chrysopolis zog. Konstantin erreichte mit seinem Heer das Umland von Chrysopolis vor den Truppen des Licinius und ging sofort in die Offensive. Der religiöse Aspekt des Konflikts spiegelte sich in den Feldzeichen der beiden Kaiser: Licinius ließ seine Soldaten unter den alten Götterbildern Roms kämpfen, während das Heer Konstantins sich hinter dem christlichen Labarum vereinte. Licinius hatte eine abergläubische Furcht vor dem Labarum entwickelt und verbot seinen Truppen, es anzugreifen oder auch nur anzusehen. Konstantin entschied die Schlacht mit einem einzigen massiven Frontalangriff auf die gegnerischen Truppen, die vernichtend geschlagen wurden. 25.000 bis 30.000 Soldaten des Licinius blieben tot auf dem Schlachtfeld, Tausende weitere suchten ihr Heil in der Flucht. Licinius konnte entkommen und seine überlebenden Soldaten bei Nikomedia sammeln.

## Folgen
Durch diesen Sieg errang Konstantin die Alleinherrschaft über das Römische Reich, womit zugleich die von Diokletian begründete Tetrarchie ihr endgültiges Ende fand. Licinius ergab sich, wurde in Thessaloniki interniert und später ermordet.